# Neoitamus socius
Neoitamus socius  (лат.) — вид двукрылых насекомых из семейства ктырей. Распространён в Албании, Бельгии, Дании, Германии, Финляндии, Франции, Югославии, Австрии, Польше, Румынии, Швейцарии, Испании, Чехии, Словакии, Венгрии и Азии. Длина тела имаго 12—18 мм. Питаются перепончатокрылыми и двукрылыми.